# Piotr Pertsov
Pour l’article homonyme, voir Maison Pertsov.
Piotr Petrovitch Pertsov (en russe : Пётр Петрович Перцов), né à Kazan (Empire russe) le 16 juin 1868 et mort à Moscou (Union soviétique) le 19 mai 1947, est un poète, éditeur, rédacteur, critique littéraire, journaliste et mémorialiste russe associé au mouvement symboliste russe.

## Biographie
En 1887, Piotr Petrovitch Pertsov s'inscrit à l'université de Kazan dans la faculté de droit et en sort diplômé en 1892.